# Bitwa pod Leptis Minor
Bitwa pod Leptis Minor – starcie zbrojne, które miało miejsce w roku 237 p.n.e.
Po walkach w roku 238 p.n.e. w którym to armia kartagińska Hamilkara Barkasa odniosła szereg zwycięstw w potyczkach z siłami najemników pod wodzą Mathosa, w kolejnym roku 237 p.n.e. doszło do rozstrzygającego starcia pod miejscowością Leptis Minor (Leptis Parva). W wyniku bitwy armia buntowników została całkowicie rozbita a jej niedobitki, w tym sam Mathos dostali się do niewoli. Przywódcę najemników czekał okrutny los. Mathos został zamęczony w trakcie pochodu triumfalnego Hamilkara i Hannona na ulicach Kartaginy. Śmierć Mathosa przyśpieszyła upadek powstania najemników, którego efektem było osłabienie polityczne i gospodarcze Kartaginy.